# Raiffeisenbank Obermain Nord
Die Raiffeisenbank Obermain Nord eG ist eine deutsche Genossenschaftsbank mit Sitz in der bayerischen Gemeinde Altenkunstadt im Landkreis Lichtenfels.

## Geschichte
Am 20. Dezember 1903 wurde der Darlehenskassenverein Altenkunstadt in Altenkunstadt gegründet. im Jahr 1968 erfolgte die Verschmelzung der Raiffeisenkasse Strössendorf eGmbH mit dem Sitz in Strössendorf und der Raiffeisenkasse Maineck eGmbH mit dem Sitz in Maineck mit der Raiffeisenkasse Altenkunstadt eGmbH. Der neue Name lautete Raiffeisenkasse Altenkunstadt-Strössendorf eGmbH. Diese fusionierte dann als Raiffeisenbank Altenkunstadt-Strössendorf eGmbH im Jahr 1971 mit der Raiffeisenkasse Kirchlein eGmbH mit dem Sitz in Kirchlein und der Raiffeisenkasse Mainroth eGmbH mit dem Sitz in Mainroth.
1974 beschloss die Generalversammlung die Firmenänderung in Raiffeisenbank Altenkunstadt eG. 1997 vereinigten sich die Raiffeisenbank Altenkunstadt eG und die Raiffeisenbank Schwarzach eG mit dem Sitz in Schwarzach bei Kulmbach zur Raiffeisenbank Obermain Nord eG. 
Die Raiffeisenbank Schwarzach eGmbH fusionierte 1967 mit der Raiffeisenkasse Veitlahm eGmbH mit dem Sitz in Veitlahm und 1968 mit der Raiffeisenkasse Gärtenroth eGmbH mit dem Sitz in Gärtenroth sowie im Folgejahr mit der Raiffeisenkasse Motschenbach-Geutenreuth eGmbH mit dem Sitz in Motschenbach.
1998 folgten Fusionen mit der Raiffeisenbank Schwürbitz-Zettlitz eG mit dem Sitz in Schwürbitz und der Raiffeisenbank Weißenbrunn-Burkersdorf eG dem Sitz in Weißenbrunn. Die Raiffeisenkasse Zettlitz eGmbH mit dem Sitz in Zettlitz fusionierte zuvor im Jahr 1969 mit der Raiffeisenkasse Schwürbitz eGmbH zur Raiffeisenbank Schwürbitz-Zettlitz eGmbH und die Raiffeisenkasse Burkersdorf eG mit dem Sitz in Burkersdorf im Jahr 1983 mit der Raiffeisenkasse Weißenbrunn eG zur Raiffeisenbank Weißenbrunn-Burkersdorf eG. Zuvor hatte bereits die Raiffeisenkasse Weißenbrunn eGmbH 1971 mit der Raiffeisenkasse Kirchleus eGmbH mit dem Sitz in Kirchleus und im Jahr 1969 mit der Raiffeisenkasse Gössersdorf eGmbH mit dem Sitz in Gössersdorf fusioniert.
Im Jahr 1999 fusionierte die Raiffeisenbank Obermain Nord eG letztmals mit der Raiffeisenbank Weismain eG mit dem Sitz in Weismain. Diese fusionierte als Raiffeisenkasse Weismain eGmbH im Jahr 1965 mit der Raiffeisenkasse Arnstein eGmbH mit dem Sitz in Arnstein, 1967 mit der Raiffeisenkasse Großziegenfeld eGmbH mit dem Sitz in Großziegenfeld und 1970 mit der Raiffeisenkasse Rothmannsthal eGmbH mit dem Sitz in Rothmannsthal. Im Jahr 1972 erfolgte dann die Fusion mit der Raiffeisenkasse Modschiedel-Weiden eGmbH mit dem Sitz in Modschiedel.

## Rechtsverhältnisse
Die Raiffeisenbank Obermain Nord eG ist im Genossenschaftsregister beim Amtsgericht Coburg unter GnR 24 eingetragen.

## Organisationsstruktur
Rechtsgrundlagen sind das Genossenschaftsgesetz und die durch die Vertreterversammlung beschlossene Satzung. Organe der Bank sind der Vorstand, der Aufsichtsrat und die Vertreterversammlung.

## Sicherungseinrichtung
Die Raiffeisenbank Obermain Nord eG ist der amtlich anerkannten Sicherungseinrichtung des Bundesverbandes der Deutschen Volksbanken und Raiffeisenbanken GmbH und der zusätzlichen freiwilligen Sicherungseinrichtung des Bundesverbandes der Deutschen Volksbanken und Raiffeisenbanken e.V. angeschlossen.

## Geschäftsausrichtung
Die Raiffeisenbank Obermain Nord eG betreibt das Universalbankgeschäft und arbeitet mit der genossenschaftlichen FinanzGruppe zusammen. Im Verbundgeschäft arbeitet sie mit der DZ Bank, R+V Versicherung, Bausparkasse Schwäbisch Hall, MünchnerHyp, Allianz Versicherung, Teambank, VR Smart Finanz, DZ Hyp und der Union Investment zusammen.

## Engagement
Die Raiffeisenbank Obermain Nord eG unterstützt soziale und karitative Projekte. Aus dem Zweckertrag des Gewinnsparens wurden im Jahr 2024 rund 129.000 Euro an gemeinnützige Einrichtungen, Schulen und Vereine im Geschäftsgebiet ausgeschüttet.

## Geschäftsgebiet
Ihr Geschäftsgebiet umfasst große Teile des Landkreises Lichtenfels sowie Teile der Landkreise Kulmbach und Kronach.
An diesen Orten betreibt die Bank Filialen:
- Altenkunstadt (Hauptstelle, jur. Sitz)
- Burgkunstadt (Geschäftsstelle)
- Mainleus (Geschäftsstelle)
- Schwürbitz (Geschäftsstelle)
- Weismain (Geschäftsstelle)
- Weißenbrunn (Geschäftsstelle)